# الجريمة (مجموعة قصصية)
الجريمة مجموعة قصصية لنجيب محفوظ صدرت في عام 1973 وتتضمن مسرحية ذات فصل واحد بالإضافة إلى عدد من القصص القصيرة التي يغلب على بعضها الطابع البوليسي كما في قصص «التحقيق»، «الجريمة» واللامعقول كما في قصة «الغرفة رقم 12»
وعدد اخر من القصص التي اشتهر نجيب محفوظ باتقان صنعتها إلى حد بعيد

## وصلات خارجية
- آراء القراء حول كتاب الجريمة على موقع أبجد